# مشروع دوماند

عناقيد العدادات تحت الماء، وهي تشغل حجم 1 كيلومتر مكعب على عمق 5 كيلومتر من السطح في المحيط الهادي.

مشروع دوماند  في فيزياء الجسيمات (بالإنجليزية: DUMAND Project) هو مشروع يهدف إلى بناء تلسكوب للنيوترينو تحت الماء في المحيط الهادي بالقرب من جزر هاواي. وتسمية المشروع تأتي اختصارا ل Deep Underwater Muon And Neutrino Detector Project، أي مشروع مكشاف الميون والنيوترينو تحت الماء العميق.
وهو على عمق 5 كيلومتر تحت سطح المحيط. ومن المفروض أن يتكون المكشاف من عناقيد العادادات التي تعد بالآلاف وتشغل نحو كيلومتر مكعب في أعماق المحيط.
ويرى الاقتراح استخدام نوعين من العدادات : عدادات ضوئية للكشف عن إشعاع شيرنكوف والتي تنتجها البروتونات التي تتحرك بسرعة تبلغ 75% من سرعة الضوء في الماء بسبب اصتدام [[النيوترينوات بها، وعدادات صوتية مائية hydrophone بغرض تسجيل الإشارات الصوتية الناتجة عن بروتونات تتحرك سريعا.
كما ترى التجربة إنشاء جهازا ضخما لمعاجة الإشارات المشتركة جميعا المسجلة من المجسات الضوئية والصوتية، بحيث يستطيع الفيويائيون تحديد اتجاه سقوط النيوترينو واهمال إشارات مشوشرة قد تنشأ عن جسيمات أو مصادر صوتية أخرى. ونظرا لضعف التأثر بين النيوترينوات والبروتونات، فإن تجربة دوماند سوف تكون أكثر حساسية للنيوترينوات ذات الطاقة العالية جدا، وتكون في نفس الوقت غير حساسة للنيوترينوات القادمة من الشمس.

## التجارب السابقة
بدأ المشروع أصلا عام 1976 في كياهول بوينت Keahole Point، ولكنه أهمل في عام1995 بسبب بعض الصعوبات الفنية. وقد هيأ مشروع دوماند إلى تجارب أجريت بالفعل مثل مصفوف عدادات الميون والنيوترينو بالقطب الجنوبي وتلسكوب أنتاريس (ANTARES (telescope، وتجربة نيمو Neutrino Mediterranean Observatory) (NEMO وكذلك مشروع نيستور NESTOR. وقد استخدمت بعض أجهزة مشروع دوماند في تجربة نيستور بغرض تخفيض تكلفة تطوير وبناء التجربة.

## اقرأ أيضا
- مشكلة نيوترينو الشمس
- تجربة أطلس
- مكشاف مصادم فيرميلاب
- عداد شبه الموصلات
- عداد جسيمات
- عداد شيرينكوف
- إشعاع مؤين
- إشعاع شيرنكوف
- مصفوف عدادات الميون والنيوترينو بالقطب الجنوبي